# 奧斯佩達萊山
46°08′12″N 10°39′14″E / 46.13663°N 10.65398°E
奧斯佩達萊山（義大利語：Monte Ospedale），是意大利的山峰，位於該國北部，由倫巴第大區負責管轄，屬於阿達梅洛-普雷薩內拉阿爾卑斯山脈的一部分，海拔高度2,682米，每年平均降雨量1,357毫米。